# Wakker Dier

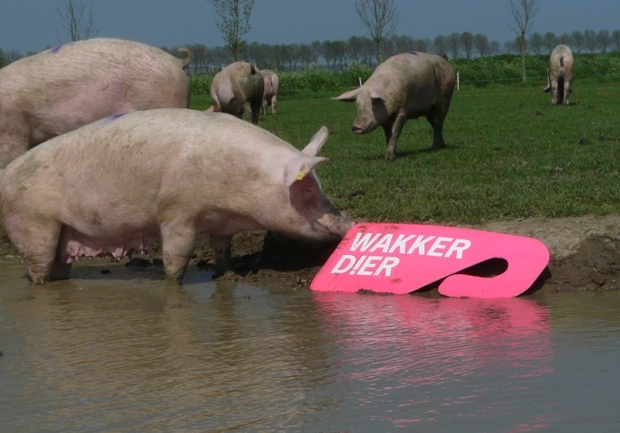
Mooiste modderpoel (2009)

De stichting Wakker Dier is een organisatie die zich inzet voor het bevorderen van het welzijn van dieren in de veehouderij in Nederland. Op 1 januari 2001 is Wakker Dier gefuseerd met de Stichting Lekker Dier; de naam bleef Wakker Dier. De stichting werkt zonder subsidies van de overheid of sponsorbijdragen van het bedrijfsleven.

## Organisatie
Wakker Dier werd 15 december 1997 als stichting opgericht door Wim de Kok, Jan van der Lee, Jan IJzerman en Jan Bonjer, mede op initiatief van Niko Koffeman die niet in het bestuur ging zitten. De oprichters vonden dat er onveranderd behoefte was aan een actiegroep tegen de intensieve veehouderij. De oprichting van Wakker Dier volgde op het besluit van Lekker Dier om te stoppen met actievoeren. Het bestuur van Wakker Dier bestaat uit zes personen en kende de volgende directie:
- 1999-2004: Mattheus Bleijenberg
- 2004-2006: Marianne Thieme
- 2006-2021: Arthur Wiltink
- 2021-heden: Anne Hilhorst

## Doel
De stichting is van mening dat dieren in de bio-industrie (Wakker Dier spreekt zelf over vee-industrie) leven onder erbarmelijke omstandigheden. Wakker Dier probeert iets te doen aan die situatie (waarin volgens hen het overgrote deel van landbouwdieren verkeert). Wakker Dier stimuleert de biologische veeteelt en bevordert de consumptie van plantaardige voeding. Ze geeft voorlichting aan consumenten en benadert producenten, winkels, restaurants en overheden en spreekt die aan op hun imago.
Door acties van Wakker Dier verdwenen in 2003 de legbatterijeieren uit de schappen van vrijwel alle supermarkten. De consumptie van foie gras heeft door hun campagnes aanzienlijk aan populariteit ingeboet, en het onverdoofd castreren van biggen is flink in de publiciteit gekomen. Sinds het voorjaar van 2007 verkopen bijna alle supermarkten melk met weidegarantie.

### Financiën
Van de € 1,4 miljoen aan totale baten van Wakker Dier in 2011, is 83% afkomstig van donaties (er zijn rond de 25.500 donateurs). Overige inkomsten zijn vooral nalatenschappen (11%) en schenkingen (3%). Een grote donateur is de Nationale Postcode Loterij, die sinds 2016 jaarlijks een half miljoen euro bijdraagt.

## Campagnes

### Fois Gras Campagne (2001-2003)
Vanaf 2001 voerde Wakker Dier regelmatig actie tegen de verkoop van Fois Gras bij restaurants, supermarkten en groothandels. In 2001 werd eerst met succes actie gevoerd bij supermarkten, die het product uit de schappen haalden. In december 2001 voerde de organisatie de kortste actie ooit. Na 10 minuten actievoeren haalde de groothandel Makro alle Fois Gras uit de schappen bij alle filialen. Na acties bij restaurants voor de deur en na gesprekken met Horeca Nederland en gastronomische G7 besloot Horeca Nederland haar leden te adviseren de Fois Gras van de kaart te halen. De gastronomische G7 riep haar restaurants enkele jaren later ook op om diervriendelijke alternatieven op de kaart te zetten.

### Legbatterijcampagne (2002-2003)
Wakker Dier startte haar eerste Compagny-Campaigning campagne onder leiding van directeur Mattheus Bleijenberg in voorjaar 2002 en voerde actie tegen de supermarkt die de meeste legbatterij-eitjes verkoopt. Voordien was er al 30 jaar tevergeefs actie gevoerd tegen legbatterijen met lobbyen en consumentenvoorlichting. Deze keer echter stopten binnen een jaar tijd alle supermarkten met de verkoop van legbatterij-eieren. De campagne bestond uit vele radiospots met Wim T. Schippers, een speciale protest website en publieksvoorlichtingsacties voor de supermarktdeur met honderden vrijwilligers door het hele land. De supermarkten C1000 (Schuitema), Super de Boer, Edah en Konmar (Laurus) hebben Wakker Dier in een brief toegezegd geheel te stoppen met de verkoop van legbatterij-eieren. Daardoor werden er vanaf 2004 in alle grote supermarkten alleen nog maar scharrel- en uitloopeieren verkocht. Na de Albert Heijn, Aldi, Dirk van den Broek, LIDL, Bas van der Heijden, Digros, Jan Bruijns, Plus, Garantmarkt en de Landal Greenparks namen de C1000, Super de Boer, Edah en Konmar nu hun maatschappelijke verantwoordelijkheid en deden het batterij-ei in de ban. Het succes is te vertalen in 531 miljoen legbatterij-eitjes die op jaarbasis minder werden verkocht dankzij de campagne van Wakker Dier.

### Castratie van biggen (2006)
Ten tijde van de campagne werden in Nederland rond zeven miljoen biggen onverdoofd gecastreerd. "Onverdoofd castreren is zeer pijnlijk", zo concludeerden wetenschappers van de Europese Commissie in 2004, aldus Wakker Dier. De castratie wordt uitgevoerd uit angst voor ‘berengeur’ aan varkensvlees, die kan ontstaan bij niet gecastreerde mannelijke biggen. De campagne richtte zich aanvankelijk op de Hema rookworst, en werd later verbreed naar andere bedrijven en supermarkten.
Na de campagne zeiden 57 bedrijven toe aan Wakker Dier om af te stappen van vlees van onverdoofd gecastreerde biggen. Deze bedrijven zijn georganiseerd in de kokswaren- en snackIndustrie (AKSV) en in de vleeswarenindustrie (VNV). In de Tweede Kamer werd eerder nog een motie verworpen om de onverdoofde biggencastratie te verbieden in Nederland.

### Blank kalfsvlees (2008 )
Blank kalfsvlees is afkomstig van dieren die lijden aan bloedarmoede. Al bij de geboorte heeft een kalf bloedarmoede. Dit wordt mede veroorzaakt door eisen die aan de kwaliteit van de melk van de moederkoe gesteld worden. De voeding van vleeskalfjes wordt vervolgens aangepast om controle te hebben op het ijzergehalte. Wakker Dier riep met deze campagne iedereen op om geen blank kalfsvlees te kopen. Het consumentenprogramma Kassa besteedde aan dit onderwerp uitgebreide aandacht. Wakker Dier ging met een verborgen camera langs 52 keurslagers. Op de vraag waarom blank kalfsvlees zo blank is, wisten er maar negentien te vertellen dat dat te maken heeft met een verlaagde hemoglobinewaarde door een speciaal ijzerarm dieet. Naar aanleiding van de campagne hebben alle supermarkten toegezegd te stoppen met de verkoop van kalfsvlees met een ijzergehalte in het bloed lager dan 6 Hb.

### Kiloknaller vlees (2010)
Deze campagne richt zich tegen “kiloknaller” vlees in de supermarkten, te verstaan aanbiedingen waar veel vlees voor weinig geld wordt verkocht. Volgens Wakker Dier gaat dit ten koste van het dierenwelzijn, de dieren hebben volgens Wakker Dier minder ruimte, amper daglicht, en lijden onder de snelle groei. Wakker Dier wil dat supermarkten gaan concurreren met dierenwelzijn en niet met lage prijzen. De campagne had ook een groot effect, in 2010 voor de campagne begon waren er 52% meer kiloknallers in de winkelschappen van de grootste tien supermarktketens dan in dezelfde periode een jaar later. De brancheorganisatie van de supermarkten (CBL) heeft aangegeven dat al het vlees in de supermarkt vanaf 2020 minimaal één Beter Leven Ster van de Dierenbescherming zal hebben. De campagne won in 2010 een Gouden Koe, voor de beste dierencampagne.

### Plofkippen (2012)

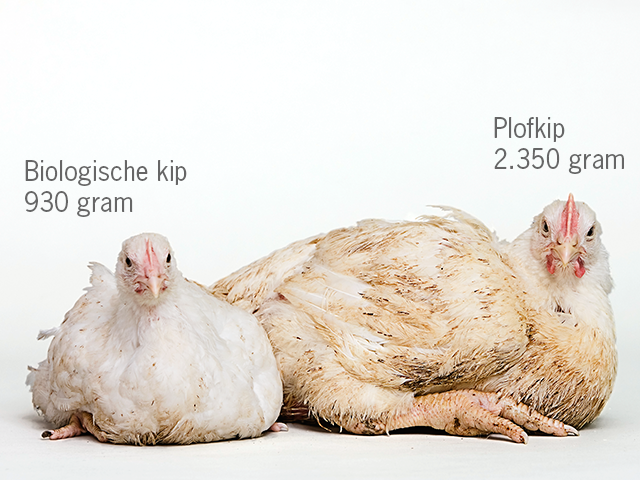
De zogenaamde 'plofkip' in vergelijking met een biologische kip.

Deze campagne richt zich tegen zogenaamde “plofkippen”: vleeskuikens die in grote hoeveelheden in stallen opeengepakt zitten. De campagne dringt erop aan dat de bedrijven in kwestie overstappen naar kippen die een zogenoemde Beter Leven Ster van de Dierenbescherming hebben gekregen. De productie van deze kippen is doorgaans wel iets duurder dan het gebruik van plofkippen. De actie leverde de stichting de Issue Award 2013 op.

## Liegebeest
De Liegebeestverkiezing is sinds 2009 een jaarlijkse verkiezing van dieroneerlijke en misleidende reclame.
De Liegebeest wordt jaarlijks toegekend aan de hand van online-verkiezingen door consumenten.
- Liegebeest 2009: “Kalfvlees, daar wordt echt iedereen vrolijk van”, om het leed in de veehouderij te verdoezelen
- Liegebeest 2010: 'Scharrelei', vanwege de misleidende term die door de overheid verplicht is gesteld voor eieren van kippen die in een schuur leven met negen kippen per vierkante meter
- Liegebeest 2011: Het CDA, waarvan Tweede Kamerlid Ger Koopmans beweerde dat zijn partij diervriendelijker was dan de Partij voor de Dieren. Dit terwijl het CDA in driekwart van de gevallen tegen voorstellen stemde om het dierenwelzijn te verbeteren. Ook beweerde hij, dat Foie gras verantwoord werd geproduceerd.[11]
- Liegebeest 2012: Iglo, vanwege de misleidende woorden over duurzaamheid op een verpakking van chickensticks van plofkip
- Liegebeest 2013: McDonald's, vanwege haar reclames met ‘eerlijk over alles’, terwijl dit niet het geval is over de levensomstandigheden van de plofkip
- Liegebeest 2014: PLUS, vanwege misleidende verpakking van haar Goudse Kaas
- Liegebeest 2015: KFC, vanwege de leus “don’t worry, eat happy”, om het leed achter de plofkip te verdoezelen
- Liegebeest 2016: kalfsvlees van VITEL-oké, vanwege de overdreven positieve en misleidende uitspraken over dierenwelzijn op de verpakking en de website
- Liegebeest 2017: Albert Heijn, voor een misleidend artikel over serranoham in haar magazine Allerhande[12]
- Liegebeest 2018: Rabobank, vanwege haar misleidende slogan “Growing a better world together”, terwijl zij in werkelijkheid investeerde in plofkippen, megastallen en fastfoodketens[13]
- Liegebeest 2019: Albert Heijn, voor de verpakking van de AH kip, waarop “meer ruimte” stond, terwijl Albert Heijn kippen met zestien op een vierkante meter leven, zonder daglicht[14]
- Liegebeest 2020:  Kippenhouderij Kloeke Kip[15]
- Liegebeest 2021: Keurslagers, "doet op zijn website diverse claims op het gebied van dierenwelzijn, zoals 'leveranciers hebben oog voor dierenwelzijn' en 'hoge kwaliteitseisen'. Maar de vereniging stelt helemaal geen dierenwelzijnseisen aan het assortiment van de aangesloten slagers" [16]
- Liegebeest 2022: De campagne Boeren houden van koeien. [17]
- Liegebeest 2024: Landbouwminister Femke Wiersma, die ervoor kiest om "geruststellende sprookjes" te vertellen over het leed van slachtdieren.[18]

## Rechtszaken
De stichting is herhaaldelijk betrokken geweest in rechtszaken; tegenpartijen waren onder andere mensen en organisaties die betrokken zijn bij de bio-industrie. Regelmatig dient Wakker Dier klachten in bij de Reclame Code Commissie, met name tegen A-merken en supermarkten indien zij op hun producten of in reclame het dierenwelzijn mooier voorspiegelen dan het is.
De stichting voerde in 2006 een rechtszaak tegen een dierenarts, die de organisatie in een interview met het Agrarisch Dagblad had omschreven als 'een stelletje terroristen'. Aanleiding tot deze beschuldiging waren acties die Wakker Dier tegen de pluimveeindustrie voerde, daarnaast meende de dierenarts dat Wakker Dier banden heeft met het Dierenbevrijdingsfront. Verder wees hij op de connectie tussen beleidsmedewerker van Wakker Dier Sjoerd van de Wouw en moordenaar Volkert van der Graaf, die samen de Vereniging Milieu-Offensief hadden opgericht. De rechter stelde Wakker Dier in het gelijk en veroordeelde de dierenarts tot rectificatie van het artikel, onder dreiging van een dwangsom. De dierenarts heeft rectificaties laten plaatsen in het dagblad en op zijn website. Hij deed dit echter niet op de manier die hem was opgedragen door de rechter en kreeg vervolgens een dwangsom van 203.000 euro opgelegd.
De pluimveesector claimde in 2008 auteursrecht op het door overheidssubsidies gefinancierde reclamedeuntje, dat door Wakker Dier werd omgevormd tot "Kip, het meest mishandelde stukje vlees".
De Reclame Code Commissie stelde Wakker Dier twee maanden later in het gelijk.

## Kritiek
Wakker Dier ontvangt geregeld de kritiek dat ze zich te radicaal opstelt.
De bezwaren richten zich voornamelijk op vermeende intimidatie van bedrijven en particulieren door middel van acties en rechtszaken. Organisaties weerspreken de kritiek van Wakker Dier regelmatig als eenzijdig en niet geheel volgens de waarheid. In 2007 kwam de organisatie in opspraak vanwege het inzetten van kleine kinderen bij ludieke acties. Er wordt tevens gespeculeerd over mogelijke verwevenheid tussen de organisatie en ondergrondse cellen van dierenactivisten als het Dierenbevrijdingsfront. Deze verwevenheid is echter nooit hard gemaakt.